# スーパーストリートファイターIV アーケードエディション
『スーパーストリートファイターIV アーケードエディション』（スーパーストリートファイターフォー アーケードエディション、SUPER STREET FIGHTER IV ARCADE EDITION、通称：スパIV AE）は、カプコンとディンプスが開発し、2010年12月16日に稼働を開始したアーケードゲームである。
2011年12月2日には、ゲームバランスなどを調整した『スーパーストリートファイターIV アーケードエディション Ver.2012』へとアップデートされた。

## リリース
2010年4月28日にPlayStation 3/Xbox 360版『スーパーストリートファイターIV』（以下『スパIV』）発売後に程なくしてアーケードへの移植版である『スーパーストリートファイターIV アーケードエディション』（以下『スパIV AE』）が発表され、同年夏にロケテストが行われたのち、12月16日から稼動した。
また、Windowsへの移植版が2011年7月5日に北米で、同年7月8日には北欧にてそれぞれ発売された。『ストリートファイターIV』（以下『ストIV』）のPC版と同様、Windows Liveに対応しており、DLCはマイクロソフトポイントで購入する仕様になっている。
Windows版は日本国内では未発売であるが、これらを取り扱っている一部の日本国内のゲームショップやAmazon.comやAmazon.co.jpといったネット通販で購入できる他、Steam、GamersGate上でも購入可能。北米Windows版、北欧Windows版共に日本語Windows上でも動作し、日本語表示と日本語音声にも対応している。インストール後はディスク無しでのプレイが可能となっており、各家庭用ハード版よりもデータの読み込みが速い。
さらに、2011年にはPlayStation 3/Xbox 360への移植版も発売された。『スパIV』所有者用のダウンロード版が2011年6月7日にXbox Liveにて配信。PlayStation Storeでは同年7月6日から配信開始された。2011年6月30日には単体パッケージ版が販売された。
また、2011年7月30日から8月1日にかけてアメリカ・ラスベガスで開催された格闘ゲームの大会「EVO 2011」にて、プロデューサーの小野から、『スパIV AE』のバランス調整版にあたる『スーパーストリートファイターIV アーケードエディション Ver.2012』の制作発表が行われ、2011年8月26日より10月1日にかけてロケテストが行われた。アーケード版は2011年12月2日にアップデートされ、PS3、360版は2011年12月13日、PC版は2012年2月28日より無料でアップデートされた。それに伴い、以前のバージョンは利用できなくなる。
アーケード版『スパIV AE』は、『ストIV』と同様に部品調達難に伴い、2019年2月28日に修理サポートが終了した。

## 内容
『スパIV AE』は、家庭用『スパIV』からの単なる移植に止まらず、『ストリートファイターIII』(以下『ストIII』)シリーズのキャラクターであるユンとヤンが追加され、各キャラクターの性能にも調整が加えられている。
さらに、追加キャラクターとして「殺意の波動に目覚めたリュウ」が2011年3月25日に、「狂オシキ鬼」が2011年4月10日から使用可能になり、使用可能キャラクターは総勢39名になった。これは『ストリートファイターZERO3↑↑』と並ぶシリーズ最多の登場キャラクター数である。
PS3/Xbox 360版『スパIV AE』では、アーケード版同様の新キャラクター4人の追加、およびゲームバランスの調整だけでなくリプレイチャンネルやエンドレスバトルの追加など、ユーザーの要望の多かった改良が施された。Xbox 360版パッケージのみ『モンスターハンター フロンティア オンライン』で使用するプロダクトコードが同梱される。
PS3/Xbox 360版『スパIV AE』では、オプションで『スパIV』と『スパIV AE』のエディションを切り替えることが可能。また、通信対戦では通常の『スパIV』と対戦を行うこともできる。トロフィーは通常の『スパIV』のものに追加する形になる。

## 開発
『スパIV』とは異なり、今作はアーケードゲームとして展開するため、日本での人気を基準とした追加キャラクターの選定が行われ、『ストIII』で人気のあったユンとヤンが選ばれた。小野は『スパIV』のバランスについて悪くないとしつつも、全体的に丸くしすぎてしまい、明確なヒール役がいなくなってしまったことを未練として挙げており、『スパIV AE』ではあえて凸凹が出るような調整を施したと「闘劇'10 FINAL」でのインタビューの中で述べている。一方、アシスタントプロデューサーとして小野を補佐してきた綾野智章は、カプコンとのインタビューの中で、ユンとヤンはせっかくの追加キャラクターということで、多くの人に使ってもらうべく、弱くならないように意識していたが、トッププレイヤーのやりこみとインターネットを駆使した迅速な攻略によって急に上位キャラクターに食い込んできたのは予想外だったと、ファミ通とのインタビューの中で振り返っている。
「Ver.2012」に向けた技術的な研究は「EVO 2011」以前から行っていたものの、具体的な変更点を挙げて調整を始めるのは「EVO 2011」での制作発表よりも後のことである。「Ver.2012」での調整に当たっては、各キャラクターの性能を底上げする方針がとられた一方、下方修正をするとテクニックに制約が出てしまうため、そのようなことは極力避けられた。
公式ブログに寄せられた意見をもとに修正が行われたケースもあり、たとえばハカンの場合、オイルをかぶりながら登場するのに、試合開始後はオイルをかぶっていないという指摘が寄せられたことから、「Ver.2012」ではオイルが塗られた状態で試合が始まるように修正された。

## 評価
『スパIV』はGameSpotとIGNにおいて10点満点中8点と好評を持って受け入れられた